# Czeszka (Góry Sowie)
Czeszka (niem.  Böhmsberg ), 742 m n.p.m. – wzniesienie w południowo-zachodniej Polsce, w Sudetach Środkowych, w Górach Sowich.

## Położenie i opis
Wzniesienie położone na Obszarze Chronionego Krajobrazu Gór Sowich i Bardzkich w północno-wschodniej części Gór Sowich, na północno-wschodniej ich krawędzi około 1,75 km na południe od centrum miejscowości Jodłownik po wschodniej stronie od Przełęczy Woliborskiej.
Ze wzniesienia roztacza się panorama Kotliny Dzierżoniowskiej na tle Masywu Ślęży.

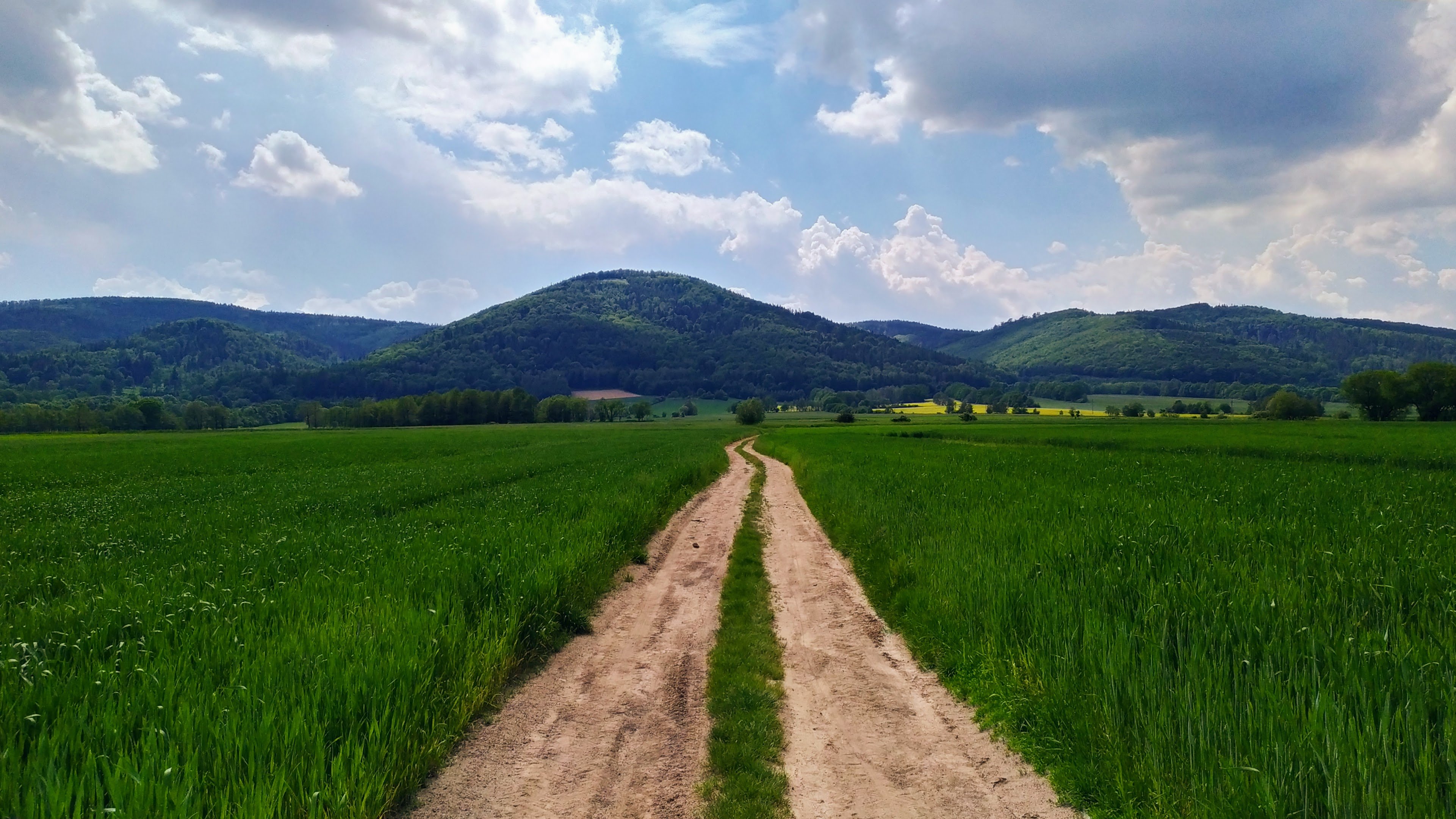
Widok na górę Czeszkę wiosną

Wzniesienie jest jednym z najwybitniejszych wzniesień w Górach Sowich o kopulastym kształcie, regularnej rzeźbie i ukształtowaniu oraz stromych zboczach z wyrazistą częścią szczytową. Wznosi się na końcu bocznego grzbietu, odchodzącego od grzbietu głównego Gór Sowich w kierunku północno-wschodnim, który stromo opada do linii sudeckiego uskoku brzeżnego. Wzniesienie wyraźnie wydzielają wykształcone górskie doliny: od południowego wschodu dolina Zamkowego Potoku a od północnego zachodu dolina potoku Jadkowa. Wzniesienie zbudowane z prekambryjskich gnejsów i migmatytów. Zbocza wzniesienia pokrywa niewielka warstwa młodszych osadów z okresu zlodowaceń plejstoceńskich. Cała powierzchnia wzniesienia łącznie z partią szczytową porośnięta jest lasem bukowo-świerkowym regla dolnego z niewielką domieszką brzozy, jarzębiny i buka. Na północno-wschodnim zboczu kilka metrów poniżej szczytu znajduje się polana, miejsce startowe paralotniarzy. Z parkingu położonego u południowo-zachodniego podnóża naokoło wzniesienia poziomem 630 m n.p.m. prowadzi droga leśna. U wschodniego podnóża wzniesienia, położona jest miejscowość Wiatraczyn. Położenie wzniesienia, kopulasty kształt oraz wyraźnie zaznaczony szczyt czynią wzniesienie rozpoznawalnym w terenie.

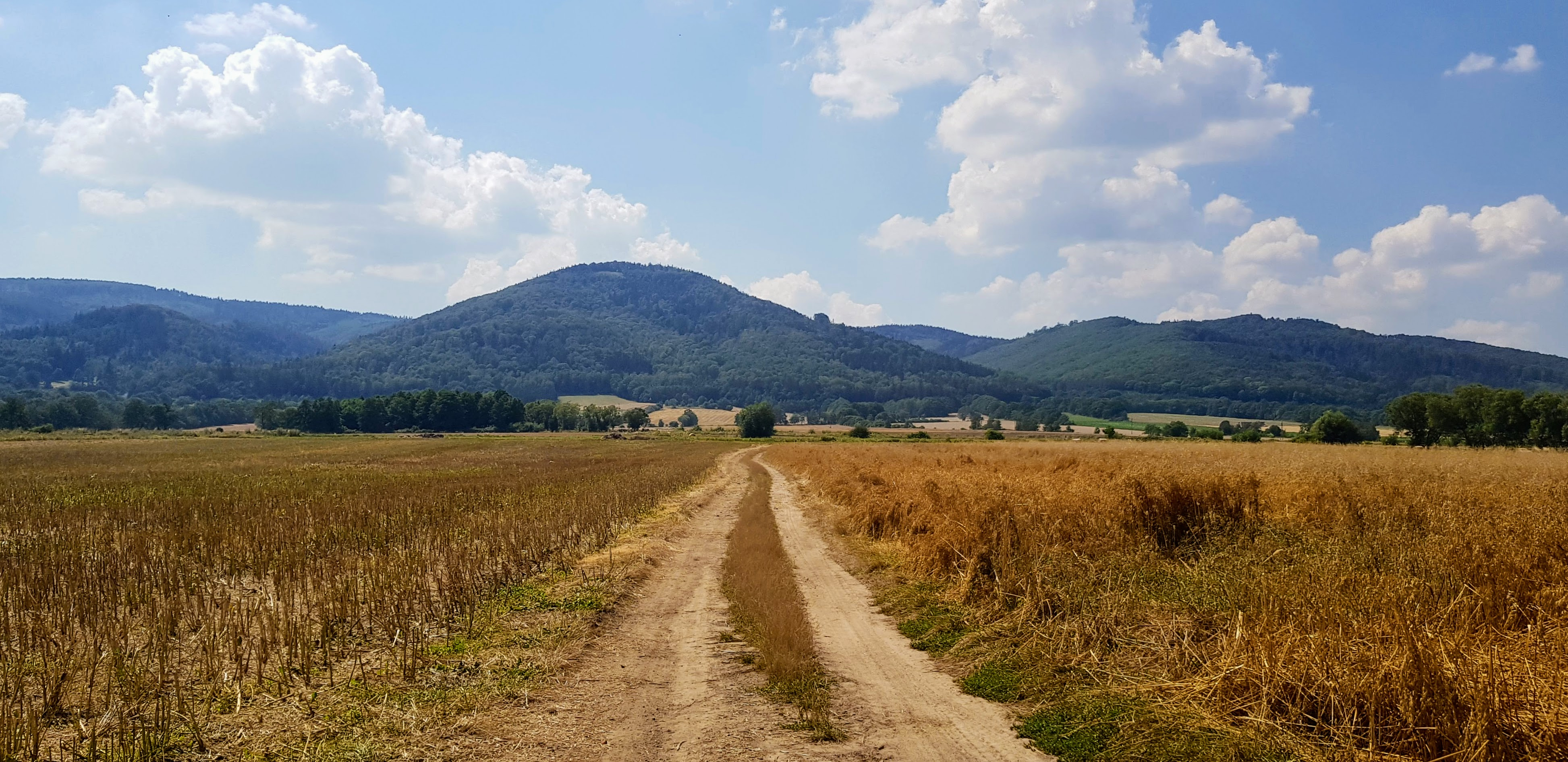
Widok na górę Czeszkę latem